# Thành Kumamoto
Thành Kumamoto (熊本城 (Hùng Bản thành) Kumamoto-jō) có tên khác là Thành Ginnan (銀杏城 (Ngân Hạnh thành) Ginnan-jō) là một tòa thành Nhật Bản nằm ở Chūō-ku, thành phố Kumamoto. tỉnh Kumamoto. Đây là một thành lớn và kiên cố. Thành Kumamoto được coi là một trong ba tòa thành đầu tiên tại Nhật Bản, cùng với Thành Himeji và Thành Matsumoto. Đây là một di tích lịch sử hạng đặc biệt của Nhật Bản.
Thành Kumamoto được xây vào các năm 1469-1487 bởi dòng họ Kikuchi và lúc đầu cái tên Kumamoto được viết bằng kanji là 隈本 (Ôi Bản).

Năm 1661-1667 được phát triển thêm nhiều bởi Katō Kiyomasa rồi được đổi cách viết Kumamoto từ 隈本 thành 熊本 (Hùng Bản).

Năm 1632, dòng họ Hosogawa trở thành chủ nhân của thành này và ở đó suốt cho đến thời kỳ Meiji. (Cựu thủ tướng Nhật Bản Hosokawa Morihiro là con cháu trực hệ của dòng họ này).
Các năm sau này, thành được bổ sung thêm hàng loạt kiến trúc nữa.